# Odious Mortem
Odious Mortem é uma banda de death metal dos Estados Unidos, formada em 2000.

## Integrantes
Formação atual
- Joel Horner - baixo
- Dan Eggers - guitarra
- Anthony Trapani - vocal
- KC Howard - bateria

Ex-integrantes
- David Siskin - guitarra, letras e vocal de apoio (2000-2006)
- Ivan Munguia - baixo (2007)

## Discografia
- Devouring the Prophecy (2004, Unique Leader Records)
- Cryptic Implosion (2007, Willowtip Records)